# Jiří Lerch
Jiří Lerch (* 17. října 1971, České Budějovice) je český fotbalový trenér a bývalý fotbalový obránce a záložník. V letech 2023 až 2024 a znovu v roce 2025 hlavní trenér klubu SK Dynamo České Budějovice. Předtím zde dělal mnoho let asistenta trenéra.

## Hráčská kariéra
Je odchovancem SK Dynamo České Budějovice. Hrával na postu záložníka či obránce. V lize odehrál 244 zápasů a vstřelil 9 branek. Největší část své kariéry prožil ve Slavii Praha, s níž během devíti ligových sezón získal jednou mistrovský titul (1995/96), šestkrát 2. místo a dvakrát se radoval z vítězství v Poháru ČMFS (1997 a 1999). Za Slavii odehrál 40 zápasů v evropských pohárech, v nichž největším úspěchem byla účast v semifinále Poháru UEFA v roce 1996. Ke třem utkáním nastoupil také za českou fotbalovou reprezentaci. Poslední ligové utkání odehrál v podzimní části sezóny 2000/01. Na konci roku 2000 se ocitl v ohrožení života, když ho v důsledku žilní trombózy levého lýtka postihla plicní embolie Po dlouhodobém zranění Achillovy šlachy v únoru 2002 definitivně ukončil aktivní činnost.

## Trenérská kariéra

### SK Dynamo České Budějovice
V sezóně 2006/07 si Jiřího Lercha k sobě jako druhého asistenta vybral tehdejší trenér třetiligového B-týmu SK Dynamo České Budějovice Karel Musil. V létě 2008 se stal jedním z asistentů kouče Jana Kmocha u A-týmu a v této roli setrval i s dalšími hlavními trenéry Dynama Pavlem Tobiášem, Jaroslavem Šilhavým, Jiřím Kotrbou a Františkem Ciprem. V září 2009 se stal hlavním trenérem v B-týmu Dynama, když vystřídal odcházejícího Jiřího Juráska a tým vedl až do léta 2011, kdy byla stažena přihláška týmu do další sezóny ČFL. Po odvolání trenéra Cipra v září 2012 skončil u A-týmu Dynama i Lerch a bylo mu nabídnuto trénovat juniorku a farmu SK Strakonice 1908. Na jaře 2013 kromě toho ještě doplnil trenérskou sestavu A-týmu jako druhý asistent Pavla Švantnera. Znovu se asistentem u A-týmu stal s příchodem Františka Cipra v březnu 2015. V této roli působil i v dalších sezónách s trenéry Davidem Horejšem (2015 – 2022) a Jozefem Weberem (2022). Po odvolání trenéra Webera po porážce v Jablonci ve 14. kole pro poslední 2 zápasy podzimní části mužstvo přebrali dosavadní asistenti Jiří Lerch a Jiří Kladrubský.
V prosinci 2023 po odstoupení hlavního trenéra Tomáše Zápotočného byl spolu s druhým asistentem Jiřím Kladrubským pověřen dočasným vedením A týmu Dynama před posledním zápasem podzimní části sezóny. V lednu roku 2024 oficiálně převzal roli hlavního trenéra. V červenci byl společně s celým realizačním týmem odvolán. Nahradil ho František Straka.
Po odvolání Straky a návratu majitele Vladimíra Koubka byl s Jiřím Kladrubským opět angažován na pozici trenéra. Po příchodu nových majitelů byl s Jiřím Kladrubským nahrazen Portugalcem Pedrem Resendem.